# Strada Vasile Alecsandri din Iași
Strada Vasile Alecsandri este o stradă veche situată în zona centrală a municipiului Iași. 

## Descriere
Strada începe din Bulevardul Independenței (în dreptul Pieței Națiunii din fața Universității de Medicină și Farmacie) și se termină în Piața 14 decembrie 1989, la intersecția cu Strada Cuza Vodă. Ea este prelungită apoi de Strada 14 decembrie 1989 până în Bulevardul Ștefan cel Mare și Sfânt.
Din punct de vedere al traficului rutier, Strada Vasile Alecsandri este o stradă cu sens unic dinspre Strada 14 decembrie 1989 către Bulevardul Independenței.

## Istoric
Strada s-a numit inițial Sfântul Ilie, după Biserica Sfântul Ilie din Iași, care s-a aflat acolo între anii 1620 și 1953, când a fost demolată. Ea figurează ca o uliță paveluită (cu numele de Ulița Sf. Ilie) pe planul orașului Iași realizat în 1844 de inginerul german Joseph Raschek.

### Biserica „Sf. Ilie”

Biserica „Sfântul Ilie” din Iași, care a existat aici între 1620 și 1953.

Nu se știe când a fost construită Biserica „Sfântul Ilie”, iar unii autori consideră că ea a fost zidită în timpul domniei lui Miron Barnovschi-Movilă (1626-1629, 1633) sau ar fi chiar mai veche. Pisania aflată deasupra ușii de intrare ar fi fost distrusă intenționat, în opinia istoricului N.A. Bogdan, de călugării greci care au administrat mănăstirea. În pomelnicul bisericii erau menționați, printre alții, Ieremia Movilă, Miron Barnovschi-Movilă și Ecaterina Doamna. În lipsa altor informații, se consideră că biserica ar fi fost ctitorită în jurul anului 1620 de către vel-logofătul Ionașcu Ghenghea, biserica fiind cunoscută un timp și ca biserica Ghenghei sau a Ghianghei. Ionașcu Ghenghea a fost mare vornic al Țării de Jos (26 septembrie 1626 - 30 iunie 1630) și apoi mare logofăt al Moldovei (16 decembrie 1630 - 15 martie 1634). În jurul bisericii au fost construite ulterior chilii, biserica transformându-se în mănăstire care, mai târziu, a devenit metoh al Mănăstirii Buhalnița și a fost mult timp condusă de egumeni greci.

### Dezvoltarea orașului până la Unire
Orașul Iași s-a dezvoltat în perioada următoare, făcând ca biserica să fie înconjurată de mari proprietăți boierești: la sud era situat Palatul Balș-Sturza care adăpostește în prezent Poșta, la nord casa vornicului Vasile Alecsandri, casă în care s-a aflat Muzeul Teatrului, și la nord-est palatul logofătului Constantin Sturza (fosta casă Roset), clădire care adăpostește Muzeul de Istorie Naturală.
Vasile Alecsandri s-a jucat în copilărie în curtea mănăstirii „Sf. Ilie”, întrecându-se cu Vasile Porojan la jocul de arșice, la aruncatul de pietre pe deasupra bisericii și la înălțarea zmeelor. Zmeele aveau cu cozi lungi și erau făcute de dascălul bisericii, fiind inscripționate cu următorul text scris cu slove chirilice: „Afurisit să fie cu tot neamul lui și să ardă în jăraticul iadului acel care ar găsi acest zmeu căzut și nu l-ar aduce în ograda Sfântului Ilie”, care nu putea fi însă citit de copiii ce se jucau pe ulițele Iașilor.
Intrarea în vigoare a Regulamentului Organic și impunerea primelor reguli de urbanism au determinat preocupări efective ale autorităților locale privind amenajarea străzilor și crearea de piețe civice. Departamentul Treburilor din Lăuntru a propus în 1841 organizarea a cinci piețe civice, între care una în vecinătatea bisericii „Sfântul Ilie”.
Mănăstirea „Sfântul Ilie” a avut averi mari, dar secularizarea averilor mănăstirești a lăsat-o fără niciun venit, mănăstirea fiind transformată în biserică parohială. În cursul perioadei următoare, lipsită de veniturile care să permită reparații, biserica s-a degradat tot mai mult și a fost închisă în 1898, fiind declarată ireparabilă în 1911. La începutul secolului al XX-lea, după Primul Război Mondial, biserica „Sfântul Ilie” a devenit filială a bisericii Talpalari și între anii 1929-1931 au fost realizate lucrări de restaurare, biserica fiind resfințită în 1938. A fost grav avariată în urma unui bombardament din cel de-al Doilea Război Mondial și nu a putut fi restaurată din cauza lipsei resurselor financiare. Raportul comisiei de expertiză din 1952 a decis demolarea bisericii, care a fost efectuată în 1953.

### Lărgirea uliței după Unire și clădirile emblematice

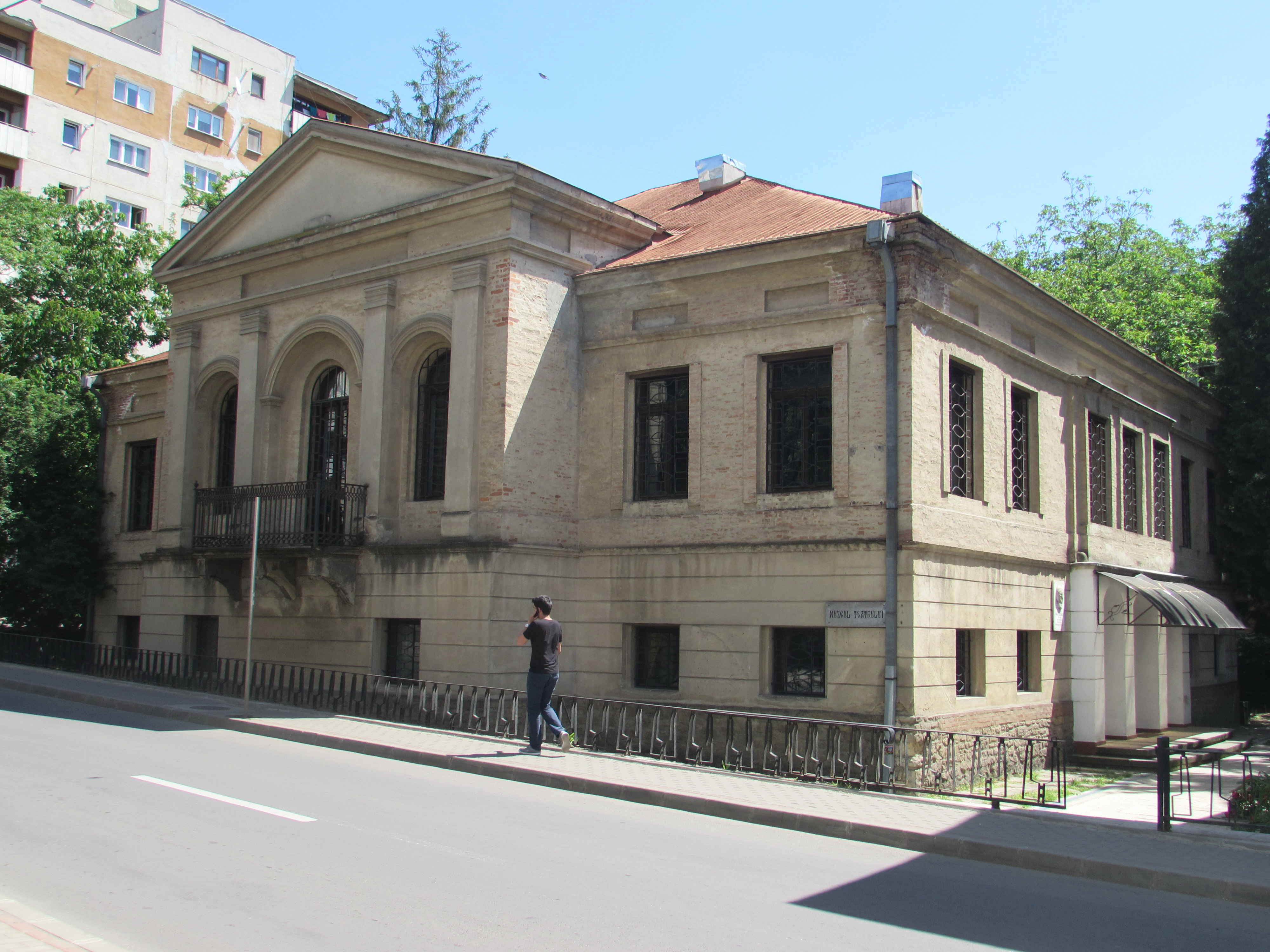
Casa vornicului Alecsandri, în care a copilărit poetul Vasile Alecsandri.

Schimbarea denumirii străzii în strada Vasile Alecsandri a avut loc în anul 1878, în onoarea poetului, diplomatului și omului politic Vasile Alecsandri care a copilărit în casa de la nr. 5, construită de vornicul Alecsandri în 1810. Ulița, care avea o lățime de 4-5 metri, a fost lărgită prin Decretul nr. 2320 din 10 iunie 1897 la o lățime de circa 10 metri, fiind refăcute fațadele de la stradă ale unor clădiri boierești (precum intrarea fastuoasă a palatului Cantacuzino-Pașcanu).
Clădirea vornicului Alecsandri, aflată în partea de sus a străzii, a trecut pe la mai mulți proprietari, ajungând în perioada regimului comunist în posesia Consiliului Județean Iași, care a restaurat-o între anii 1972-1976; aici a fost amenajat în decembrie 1976 Muzeul Teatrului, la 160 de ani de la reprezentația primului spectacol în limba română, Mirtil și Hloe, pus în scenă de Gheorghe Asachi în decembrie 1816. În anul 2006, clădirea vornicului Alecsandri a fost retrocedată, prin hotărâre judecătorească, familiei Taitler, care emigrase în Israel la sfârșitul anilor 1960.
Mai la vale de această clădire se află o casă cu etaj în care a funcționat între anii 1908-1918 sediul societății de ajutor reciproc „Unirea”, sediile Sindicatului Muncitorilor Tipografi din Iași și al Sindicatului Lucrătorilor Tipografi din București, refugiați în timpul războiului. Aici a avut loc, în vara anului 1918, adunarea muncitorilor tipografi la care a participat I.C. Frimu.
Pe această stradă, vizavi de Biserica „Sf. Ilie”, a fost construită în anii 1920-1921 clădirea revistei Viața Romînească (înființată în martie 1906 de Constantin Stere și Garabet Ibrăileanu), în care a funcționat redacția acestei prestigioase reviste culturale între 1921 și 1930, când s-a mutat la București. Clădirea a fost scoasă la licitație de Creditul Urban (căruia Societatea Viața Romînească îi datora 9 milioane de lei), potrivit unui anunț publicat la 7 noiembrie 1931 în ziarul Opinia, fiind cumpărată de Ministerul de Interne ca sediu al Chesturii de Poliție și a Inspectoratului Județean al Jandarmeriei. Au fost efectuate ample modificări efectuate începând din noiembrie 1934, fiind amenajate celule de arest la subsol. În curtea Chesturii de Poliție au fost aduși mii de evrei în 29 iunie 1941; mulți evrei au fost împușcați acolo în timpul Pogromului de la Iași.

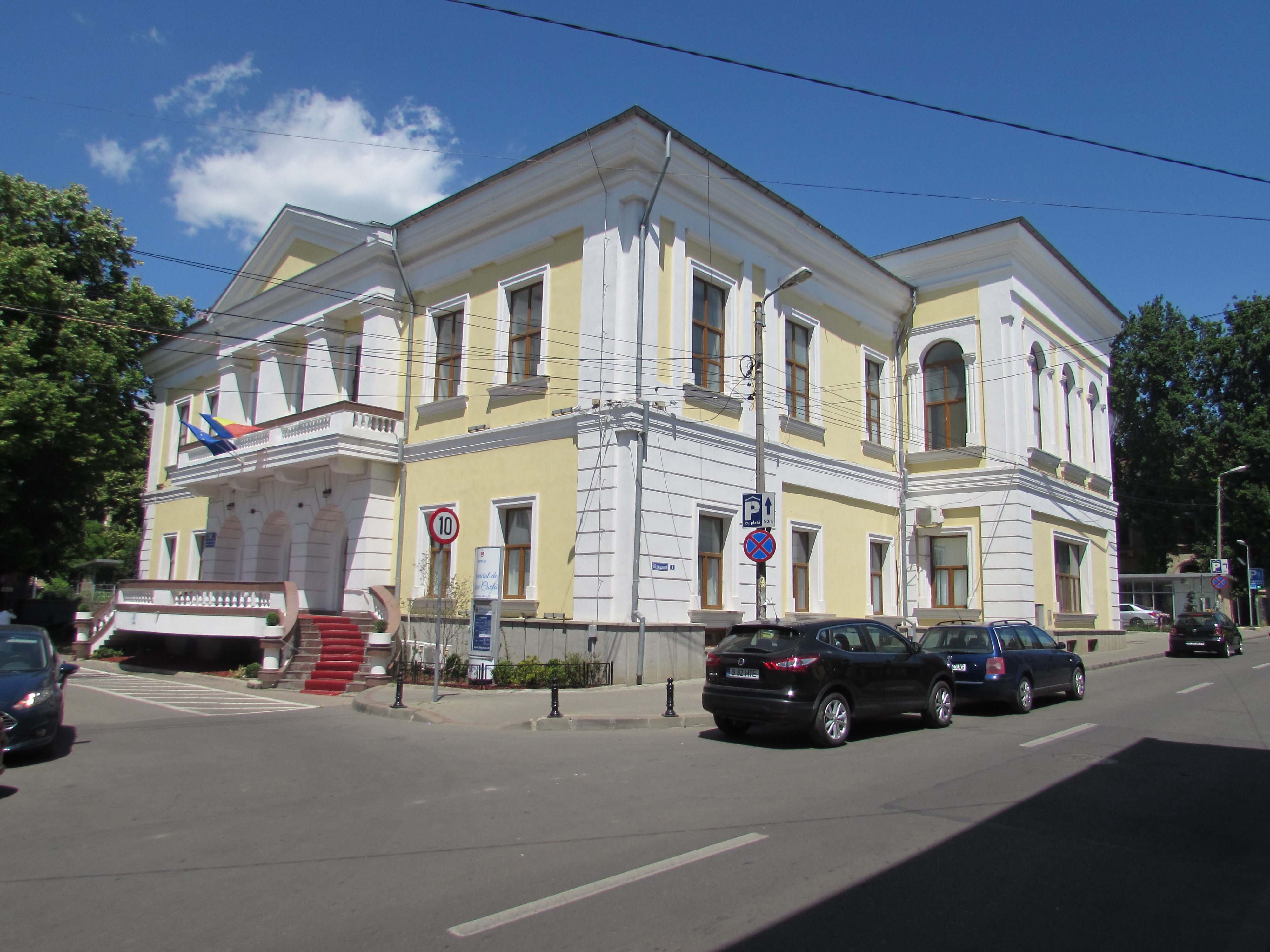
Palatul Cantacuzino-Pașcanu, care a adăpostit în perioada 1902-1970 sediul Primăriei orașului Iași

În fine, în capătul drept al străzii se află Palatul Cantacuzino-Pașcanu, construit la sfârșitul secolului al XVIII-lea și care a găzduit Primăria municipiului Iași, precum și redacția unor ziare ieșene; aici se află astăzi Oficiul de Stare Civilă. Clădirea, aflată la colțul Uliței Mari cu Ulița Sf. Ilie, fusese construită de Iordache Pașcanu la sfârșitul secolului al XVIII-lea și era socotită pe la 1780 unul dintre cele mai strălucitoare palate ale Iașului, având o sală vastă cu mobilier valoros, candelabre aurite și divanuri acoperite cu stofe scumpe. A suferit unele prefaceri în 1896 după planurile arhitectului J. Marcovici, după care clădirea a fost închiriată de Primăria orașului Iași în 1902 și cumpărată la 28 decembrie 1910, la propunerea primarului Nicolae Gane, de la proprietarii Alexandru și Constantin Pașcanu. Primăria s-a mutat definitiv în palat în aprilie 1912, iar proiectele de transformare într-o clădire modernă și extinsă s-au lovit în decursul timpului de opoziția istoricilor. Ca urmare a faptului că spațiul era restrâns, Primăria s-a mutat la începutul anului 1970 în Palatul Roznovanu, iar Palatul Cantacuzino-Pașcanu a devenit Casa Presei ieșene, aici instalându-se redacția ziarului Flacăra Iașului, a revistei Cronica și a unor uniuni de creație. În 1996 s-a instalat aici Curtea de Conturi, care a început o serie de reparații ce au fost continuate de Primărie; începând din 2002 aici se află Oficiul Stării Civile.
Vizavi de Palatul Cantacuzino-Pașcanu se află o clădire cu un etaj (aflată pe Strada Cuza Vodă) ce a adăpostit Tipografia (1865) și Librăria și Cabinetul de Lectură (octombrie 1868) ale societății Junimea, precum și redacția ziarului Curierul de Iassi, unde a lucrat între 1876-1877 și poetul Mihai Eminescu ca ziarist, corector și cronicar.

## Clădiri - monument istoric
| Cod LMI                            | Denumire                                                                        | Localitate      | Localizare                                     | Datare, Creatori      | Imagine      | Erori             |
| ---------------------------------- | ------------------------------------------------------------------------------- | --------------- | ---------------------------------------------- | --------------------- | ------------ | ----------------- |
| IS-II-m-B-03701 (RAN: 95079.35)    | Casa vornicului Alecsandri, fostă Muzeul Teatrului                              | municipiul Iași | Str. Vasile Alecsandri 5 47.1667°N 27.58308°E  | 1810                  | Alte imagini | Raportează eroare |
| IS-II-m-B-03704                    | Casa revistei Viața Romînească                                                  | municipiul Iași | Str. Vasile Alecsandri 6 47.17034°N 27.58233°E | înc. sec. al XX-lea   |              | Raportează eroare |
| IS-II-m-B-03702                    | Școala de Arte și Meserii, azi Biblioteca Universității de Medicină și Farmacie | municipiul Iași | Str. Vasile Alecsandri 7 47.16611°N 27.5839°E  | sec. al XIX-lea       |              | Raportează eroare |
| IS-II-m-B-03703 (RAN: 95079.34.01) | Palatul Cantacuzino-Pașcanu - Primăria veche, azi Starea Civilă                 | municipiul Iași | Str. Vasile Alecsandri 8 47.16584°N 27.5818°E  | sf. sec. al XVIII-lea | Alte imagini | Raportează eroare |

## Imagini

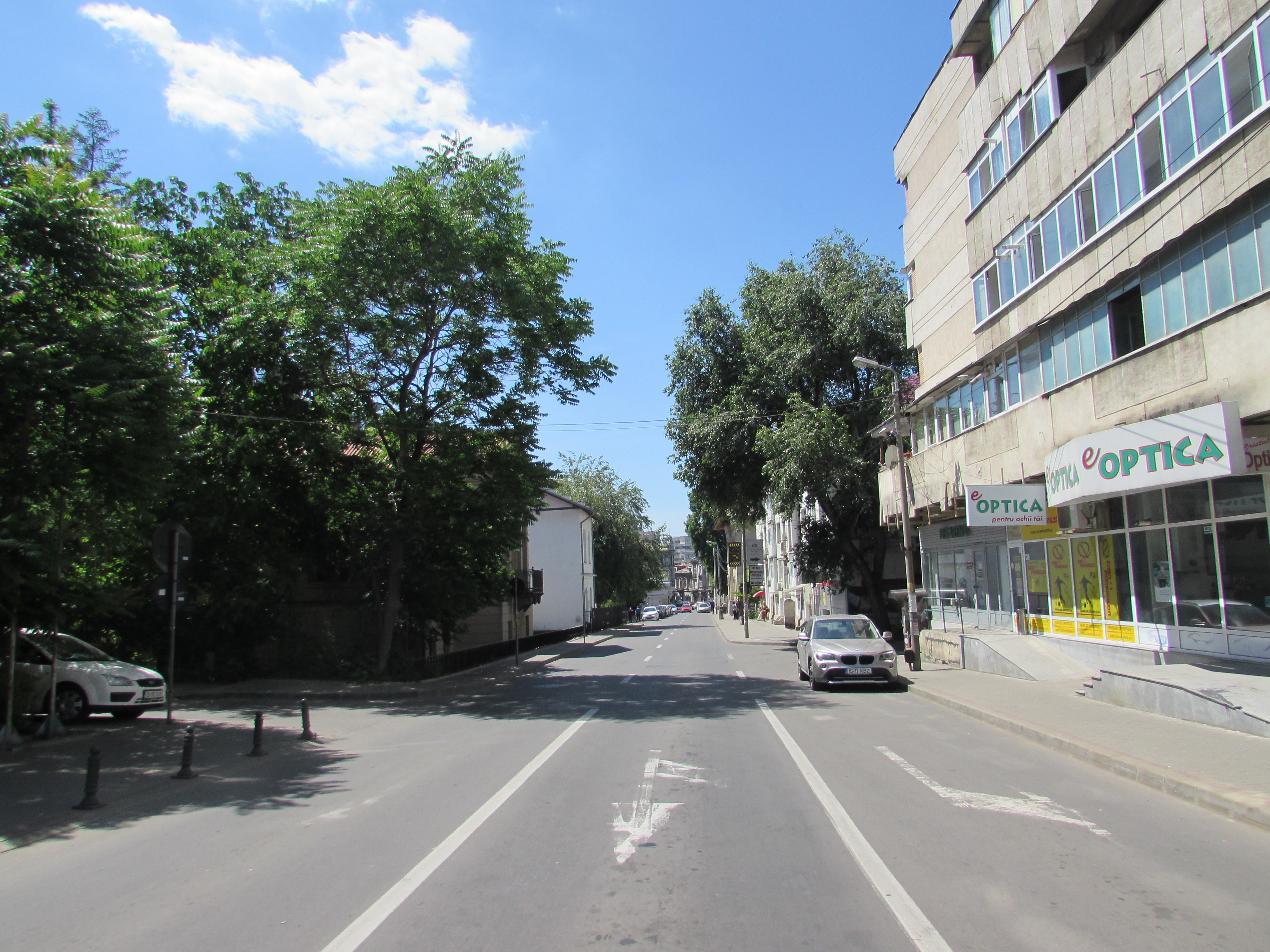
Strada Vasile Alecsandri, văzută dinspre Bulevardul Independenței
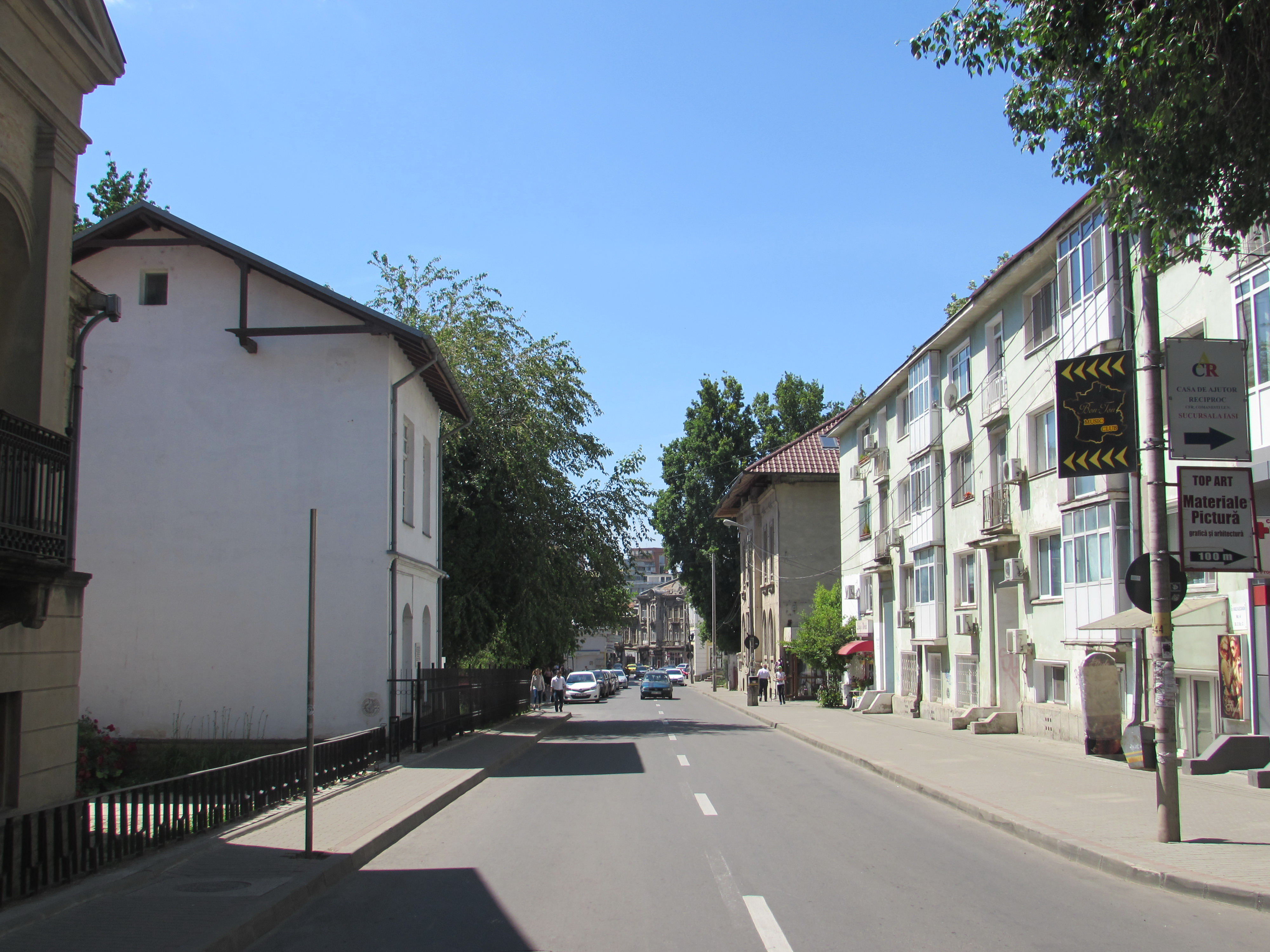
Bulevardul Independenței
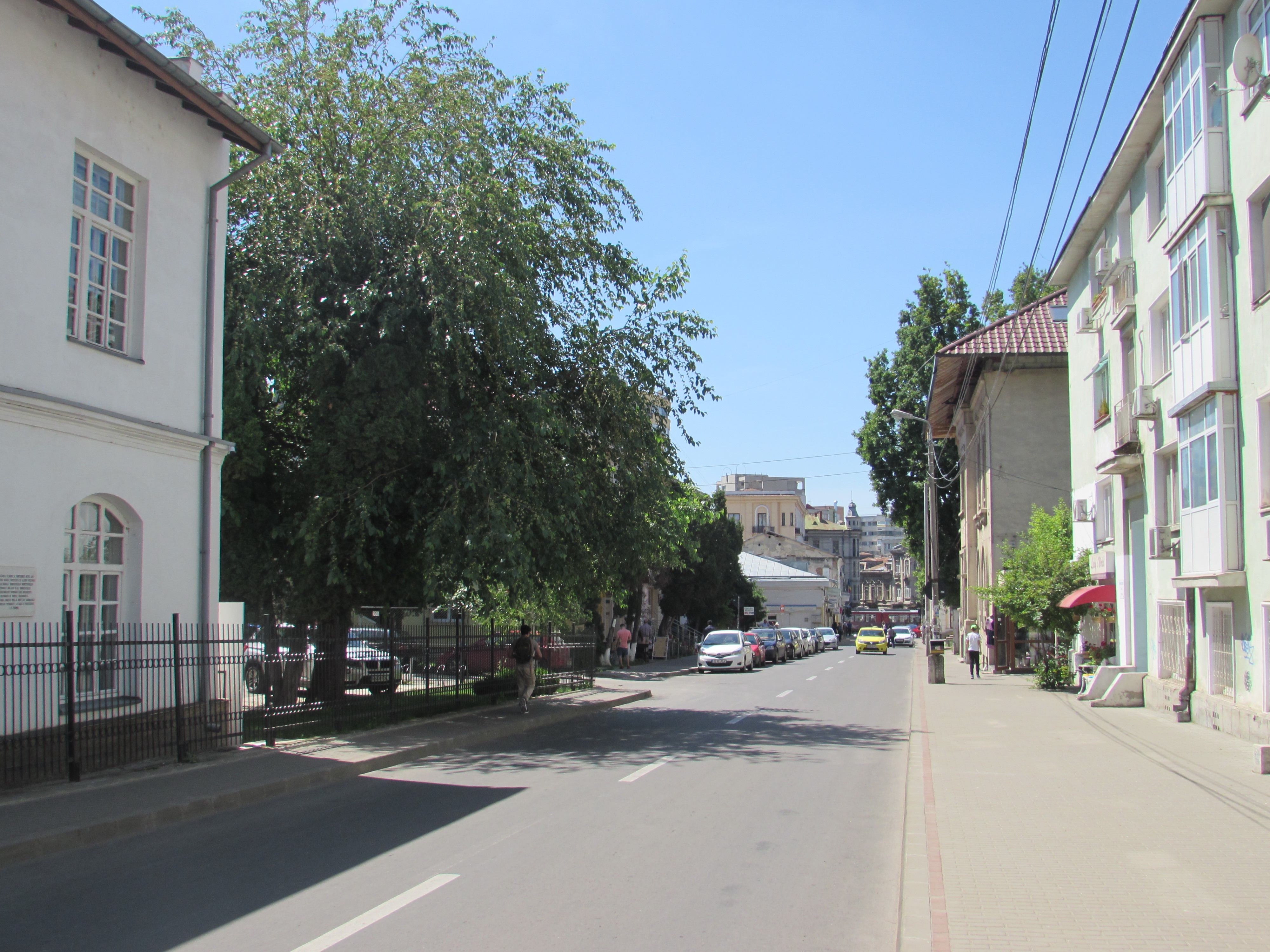
Strada Vasile Alecsandri
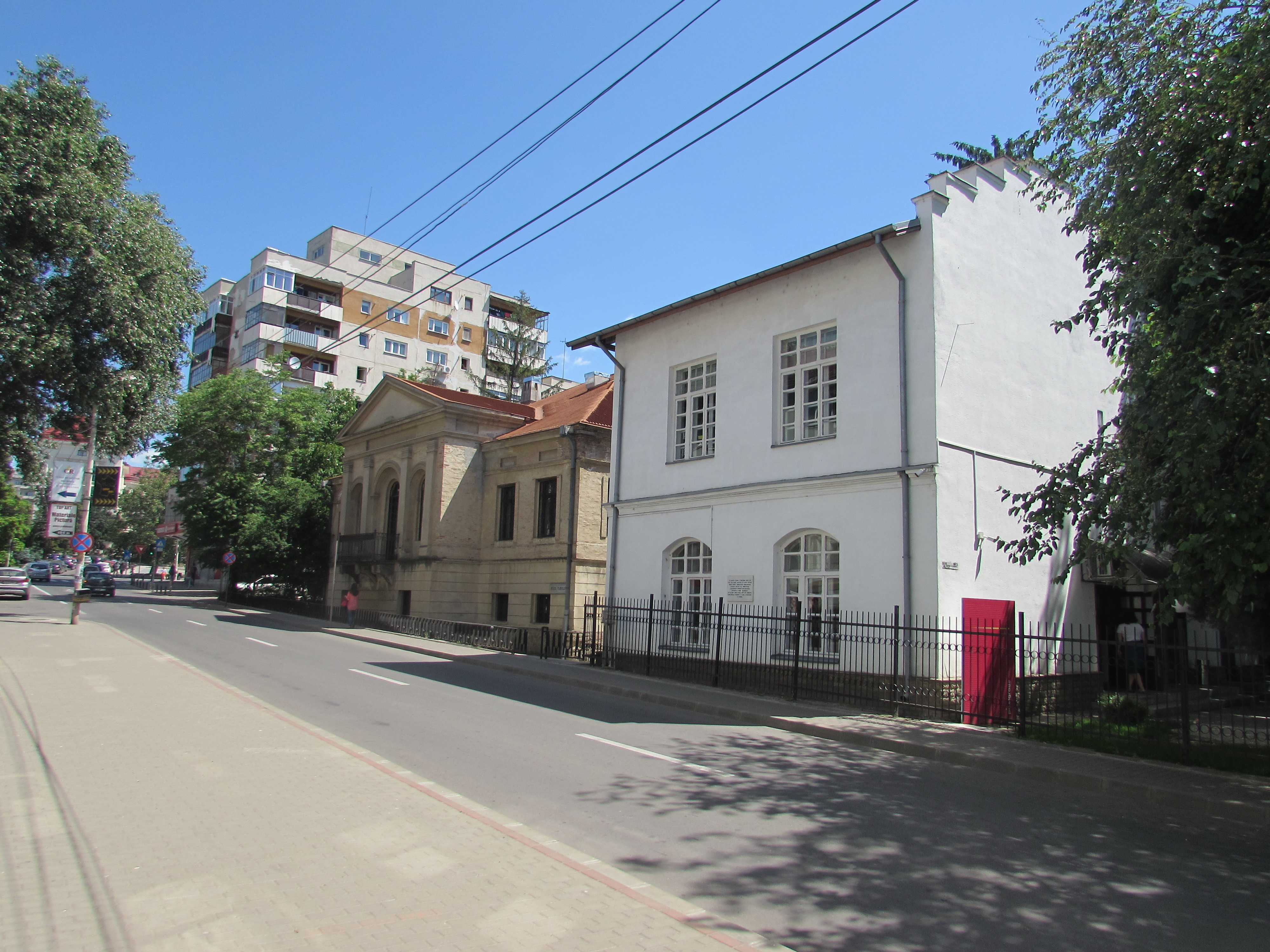
Casa vornicului Alecsandri și casa societății de ajutor reciproc „Unirea”
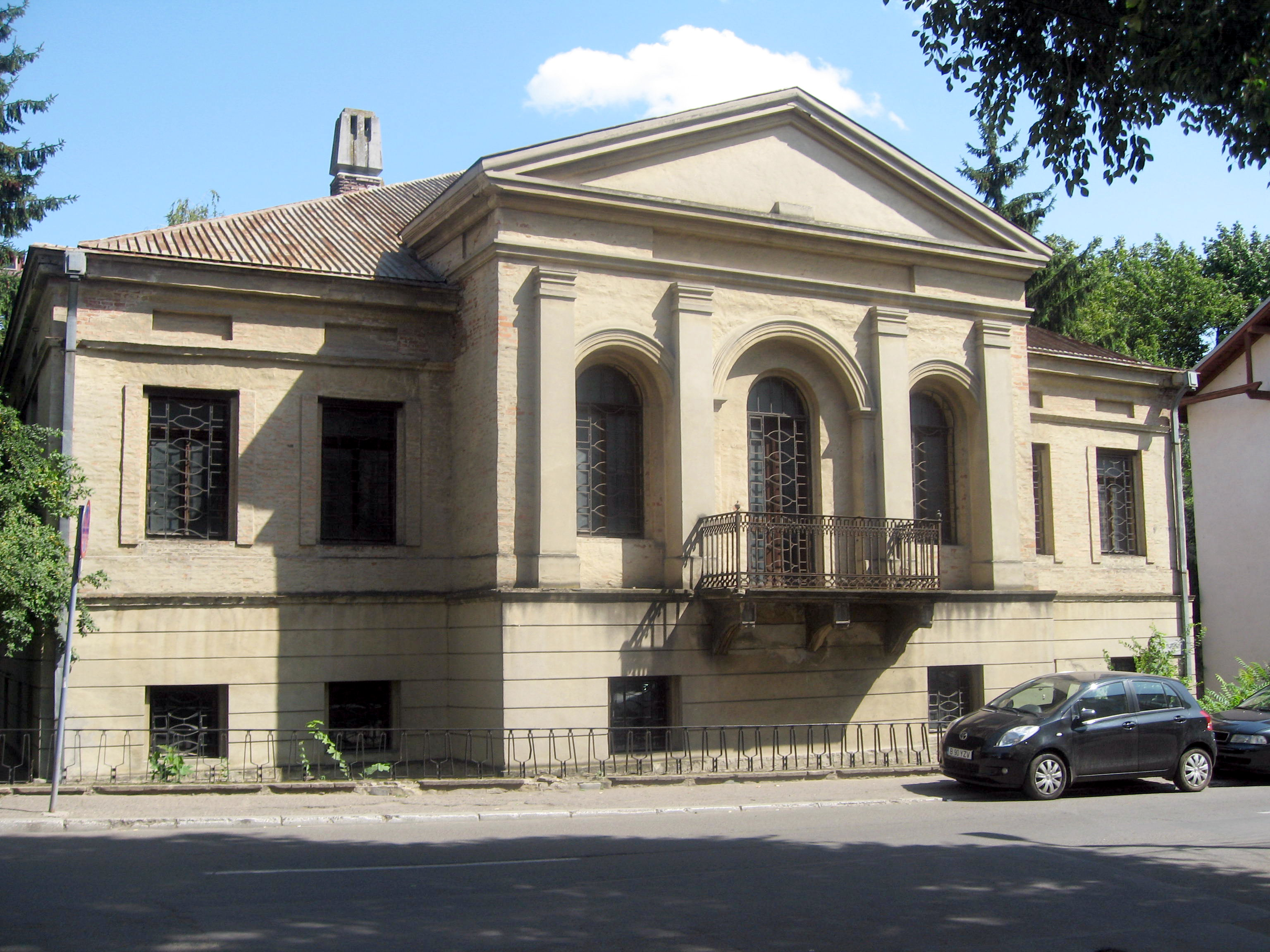
Casa vornicului Alecsandri
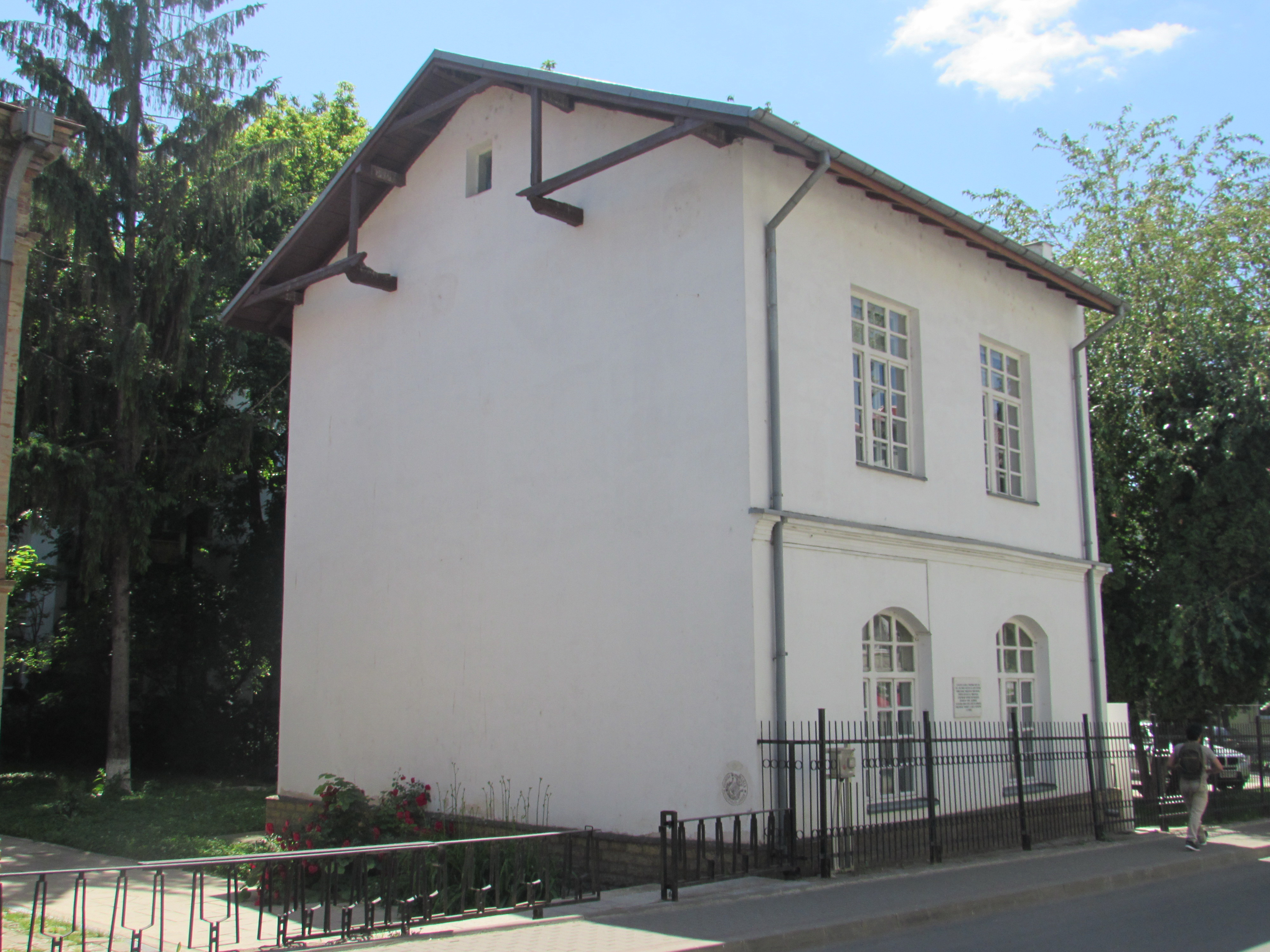
Casa societății de ajutor reciproc „Unirea”
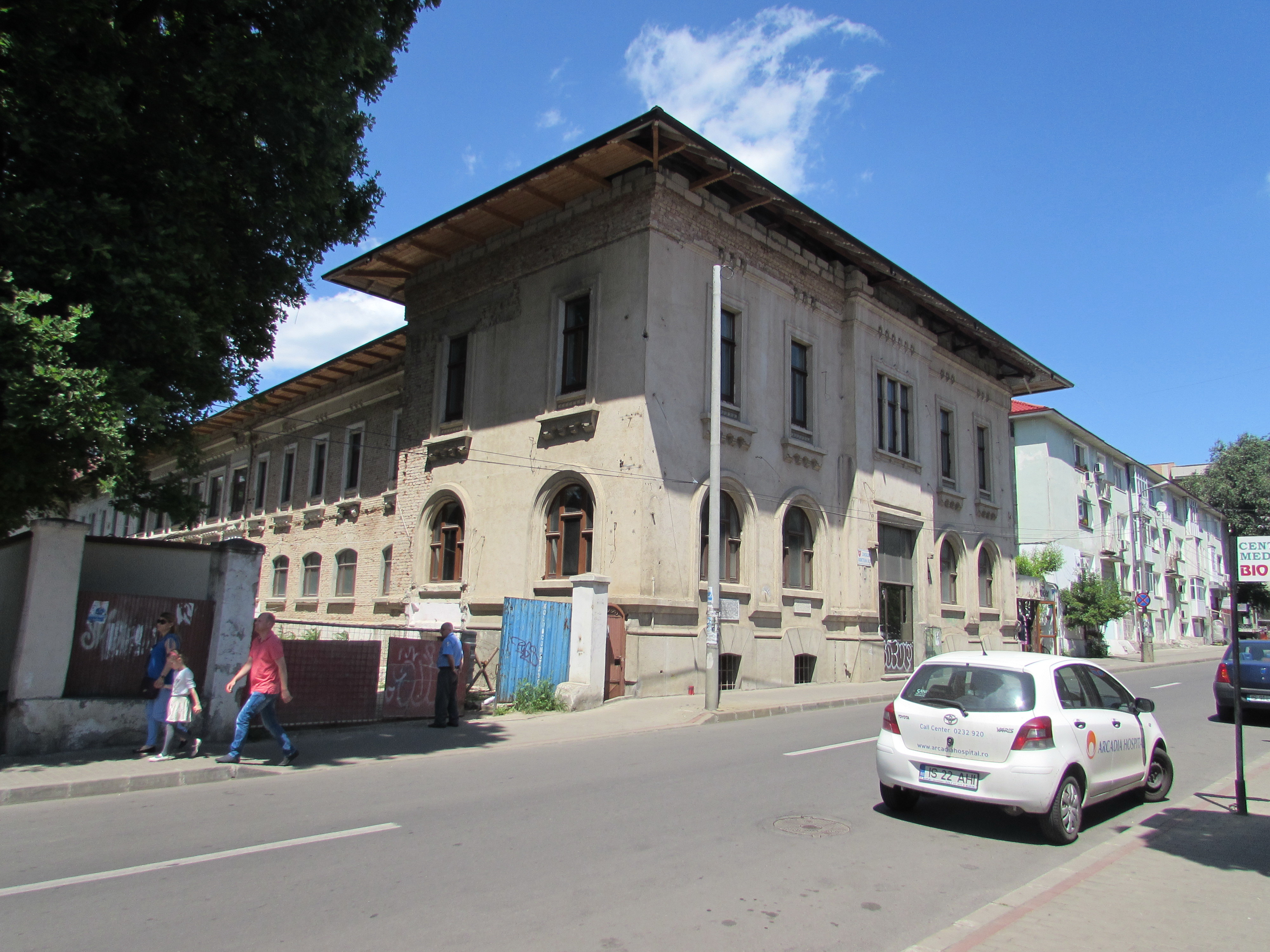
Casa revistei Viața Romînească
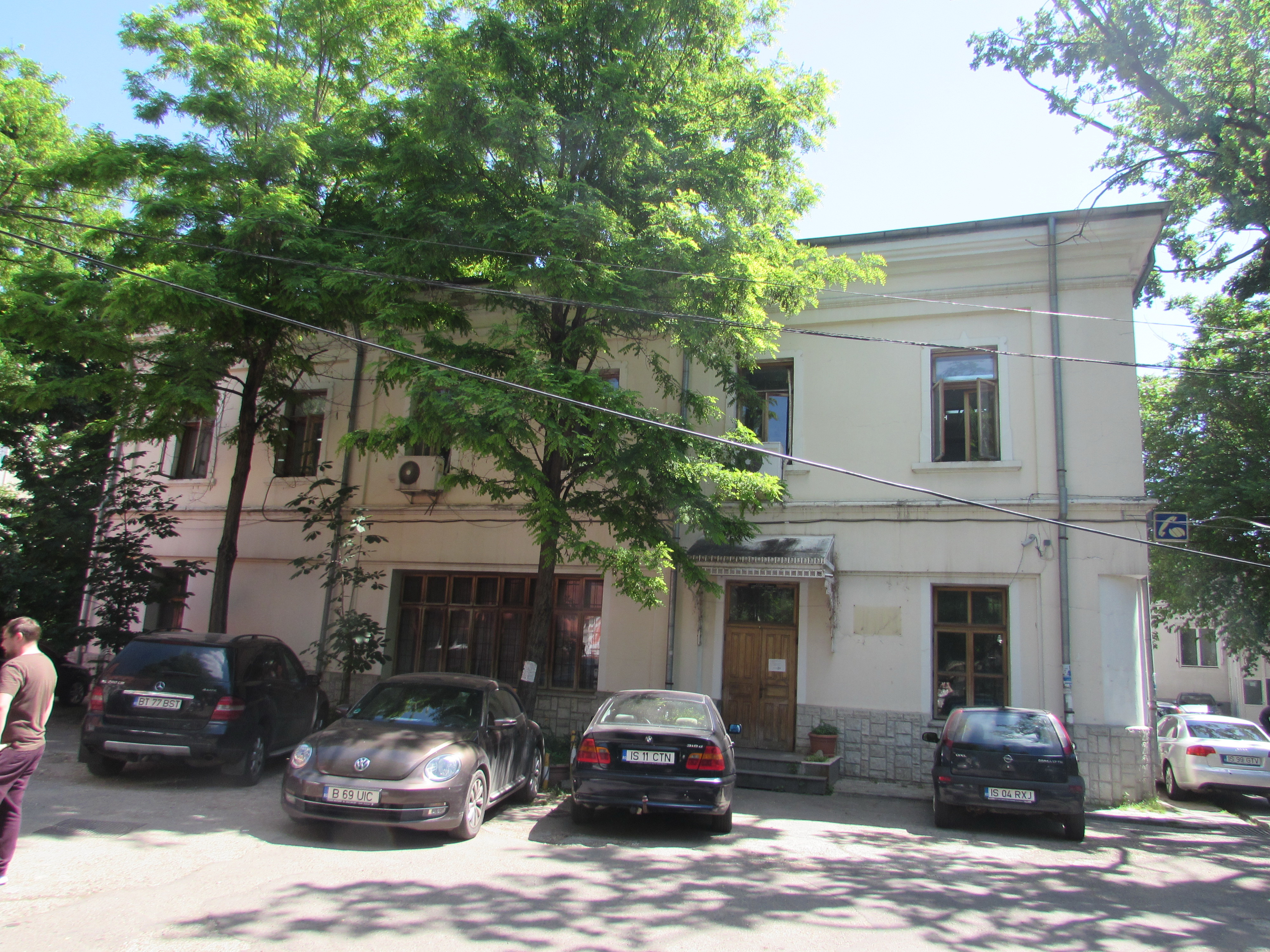
Școala de Arte și Meserii
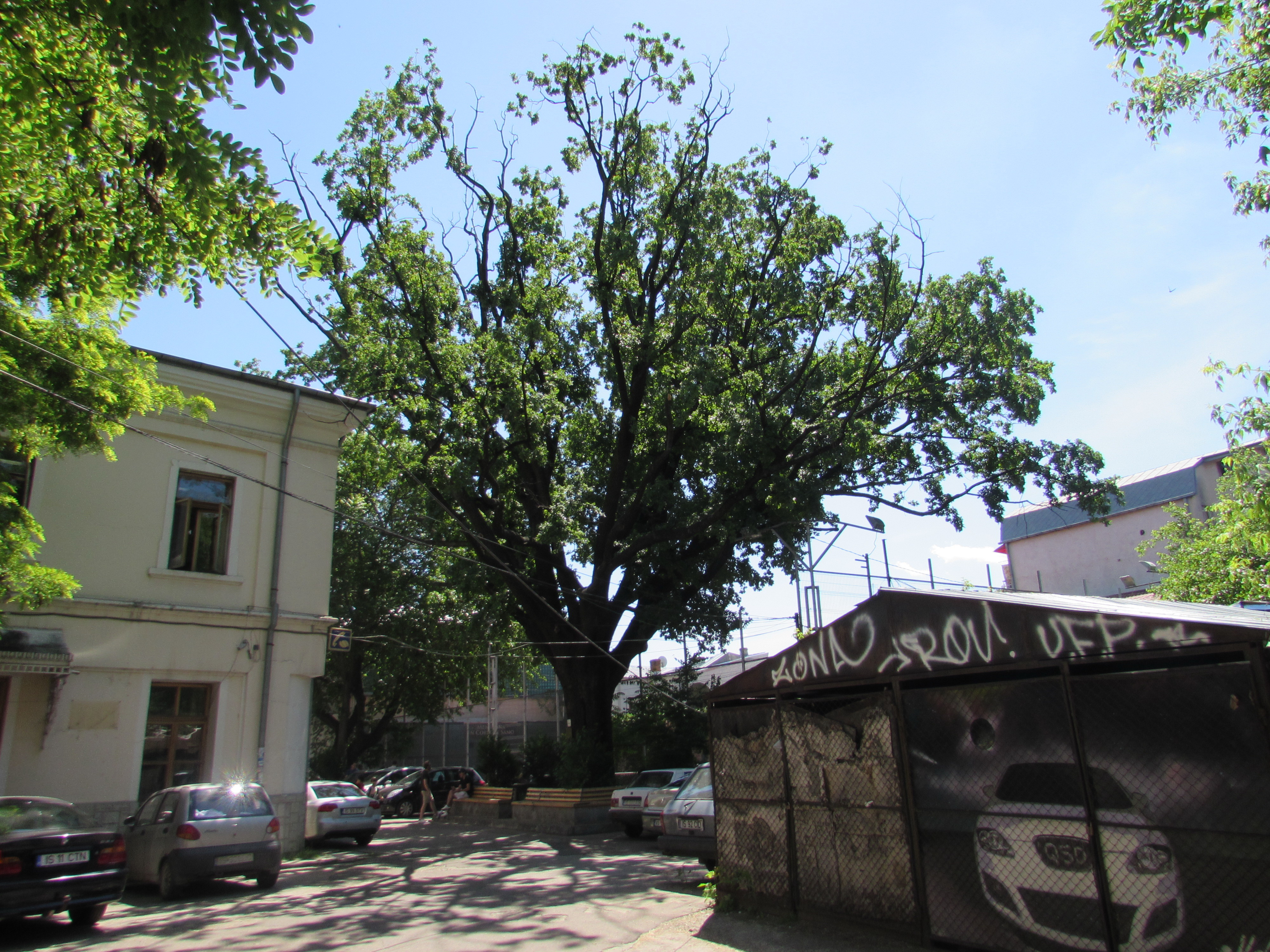
Stejarul Veronicăi Micle din fața fostei Școli de Arte și Meserii
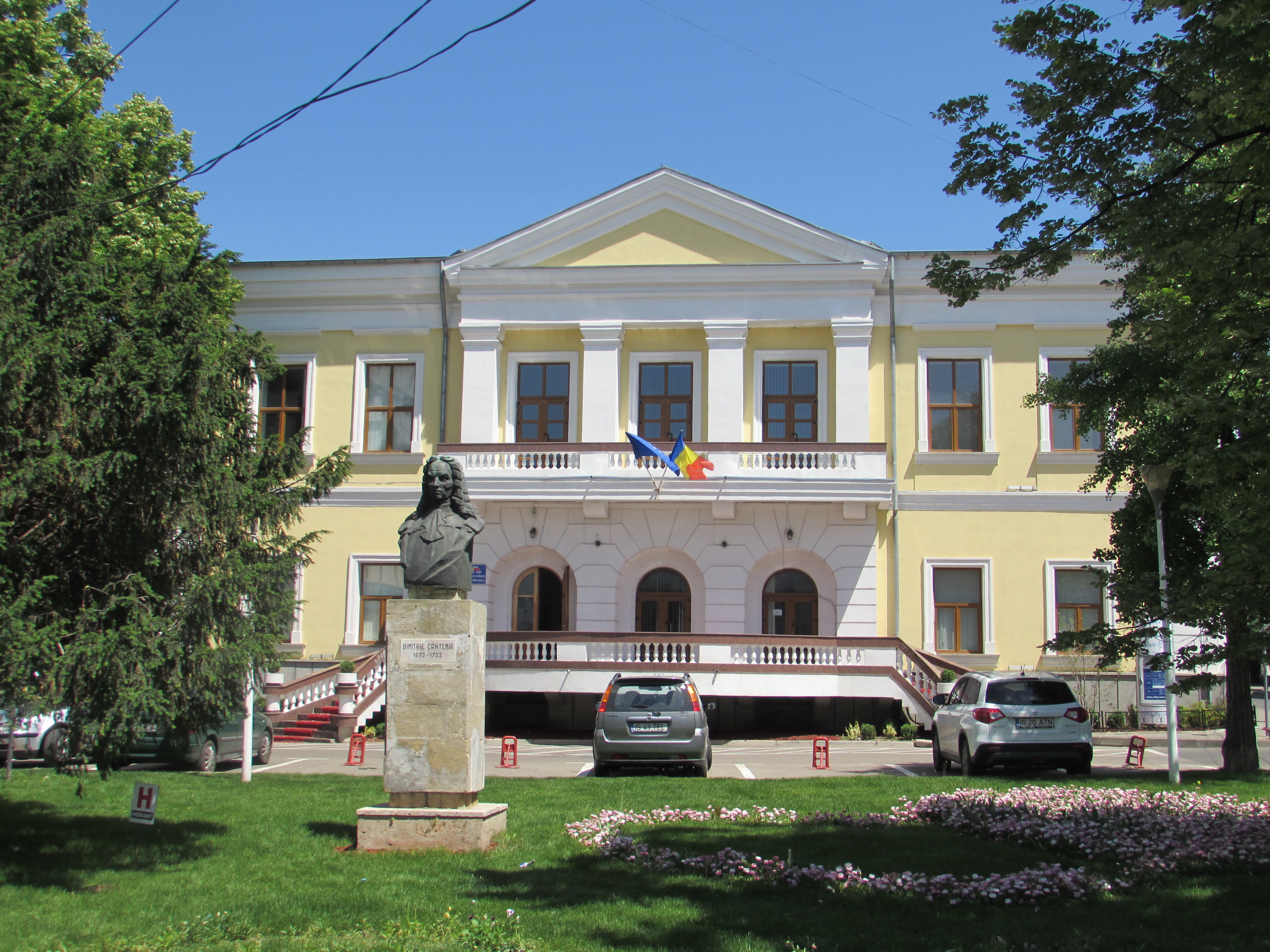
Palatul Cantacuzino-Pașcanu - Primăria veche
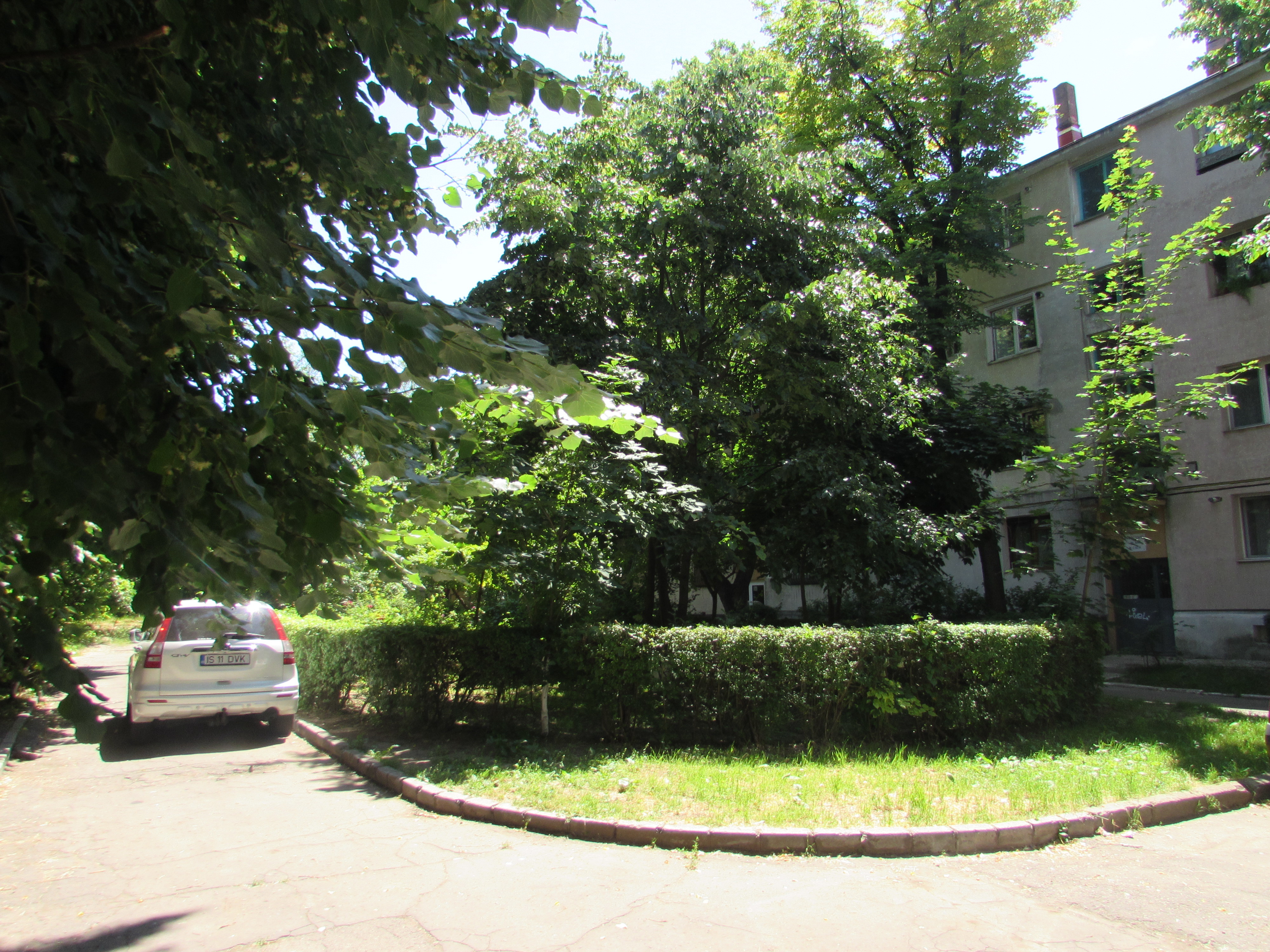
Pe locul acestui parc s-a aflat Biserica „Sf. Ilie”
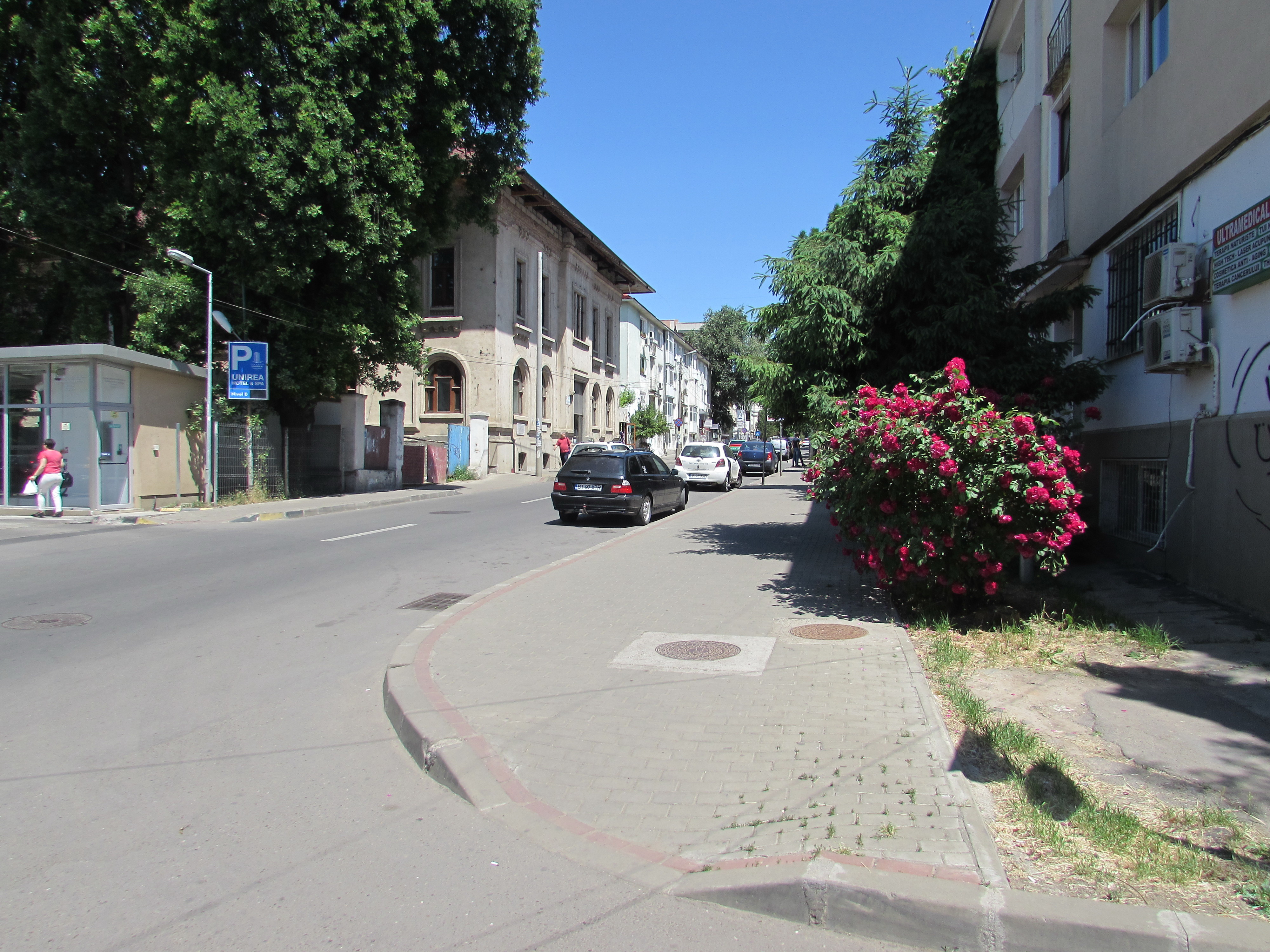
Strada Vasile Alecsandri